# 마리아 룬드크비스트
마리아 룬드크비스트(Maria Lundqvist, 1963년 10월 14일~)는 스웨덴의 배우이다. 제41회 굴드바게상 여우주연상, 제44회 굴드바게상 여우조연상 수상자이다.

## 출연 작품
- 크리스마스 이즈 커밍 아웃(2015)
- 더 콰이어트 게임(2011)
- 슈퍼스타 마야(2009)
- 랠리걸즈(2008)
- 헤븐스 하트(2008)
- 영원한 순간(2008)
- 분별없는 행동(2008)
- 뉴 맨(2007)
- 하트브레이크 호텔(2006)
- 나의 어머니(2005)
- 데드라인(2001)
- 가족의 비밀(2001)
- 비포 더 스톰(2000)
- 고모론(1992)